# عبدالعزیز مهجور
عبدالعزیز مهجور (زاده ۱۳۲۴ - درگذشته ۲۵ سرطان/تیر ۱۳۹۶) شاعر و نویسنده افغانستان بود که به پژوهش دربارهٔ بیدل دهلوی می‌پرداخت.

## زندگی‌نامه
مهجور در سال ۱۳۲۴ خورشیدی در هنگام تبعید پدر، در ولایت قندهار افغانستان متولد شد. پس از پایان تحصیلات ابتدایی و متوسطه در مکتب عالی نجات به دانشکده اقتصاد دانشگاه کابل رفت و لیسانس گرفت. پدر وی استاد عبدالحمید اسیر معروف به قندی آغا از بیدل‌شناسان معروف افغانستان بود.
او بیش از سه دهه در سمت‌های مختلف دولتی کار کرد و از جمله ریاست بانک توسعه صنعتی افغانستان را به عهده داشت. با آن که تجربه‌های اداری و کاری او همه مرتبط با رشته تحصیلی‌اش بود، هیچ‍گاه تحقیق و پژوهش در آثار و اندیشه‌های ابوالمعانی میرزا عبدالقادر بیدل را کنار نگذاشت.
عبدالعزیز مهجور از خردسالی و در مجالس پدر با بیدل آشنا شد. پدرش «قندی آغا» از دیرباز یکی از حلقه‌های بیدل‌خوانی در کابل را اداره می‌کرد. به جز این قندی‌آغا وظیفه داشت همه ساله در روز درگذشت بیدل، مجلسی را در خانه‌اش با نام «عرس بیدل» به یادبود این متفکر و شاعر برجسته سده دهم و یازدهم هجری با آدابی خاص با حضور اهالی فرهنگ و ادب شهر برگزار کند.
در همایش بین‌المللی که به مناسبت سیصد و چهلمین سال تولد بیدل در دانشگاه کابل در شهریور ۱۳۶۴ برگزار شد عبدالعزیز مهجور در سیمای یک پژوهشگر جوان اما ریشه‌دار در میان بیدل‌پژوهان دنیا سری بلند کرد و پدر را از ادامه راه مطمئن ساخت.
مهجور رفته رفته بر مطالعات و تحقیقات خود افزود و با پدید آمدن نابسامانی‌ها در افغانستان و بیرون شدن دیگر بیدل‌پژوهان برجسته از کشور در دو سه دهه آخر عمر خود به یکی از سرشناس‌ترین بیدل‌پژوهان در داخل کشور افغانستان تبدیل شد. در سال‌های پسین به نمایندگی از افغانستان در صدر هیئت‌ها تقریباً در همه عرس‌ها و همایش‌ها پیرامون بیدل شرکت کرد.
مهجور از سال ۱۳۷۲ و پس از مرگ قندی‌آغا، رسماً بر منصب و جایگاه پدر تکیه زد و ارشاد و پاسخ پرسش‌های مریدان ابوالمعانی بیدل را عهده‌دار شد که تا اندکی پیش از مرگ آن وظیفه را در منطقه‌ای موسوم به باغ رئیس جنگلک کابل به پیش برد.
عزیز مهجور تا آخرین روزهای عمرش در کابل زندگی می‌کرد و در تیر ماه ۱۳۹۶ برای درمان به هند رفته بود.

## بیدل خوانی مهجور
مهجور در گنج شایگان و در «حلقهٔ بیدل خوانی جهانی» خواند:
| از نام اگر بگذری از ننگ بیرون آ |  | ای نگهت گل اندکی از رنگ بیرون آ |
| عالم همه از بال پری، آینه دارد  |  | گو شیشه نمودار شو و سنگ بیرون آ |

مهجور در سخنانی دربارهٔ ابیات غزل دوم دیوان بیدل گفته بود: «بیدل در این غزل خود، انسان را به تکاپو و جد و جهد با نفس تشویق کرده می‌گوید که اگر انسان نمی‌تواند تلاش فراوان نماید کم از کم به اندازهٔ یک آبلهٔ پا باید تحرک داشته باشد.»

## آثار
از عبدالعزیز مهجور بر اساس زندگی‌نامه‌ای که خود اندکی پیش از مرگ نوشته است، بیست و دو اثر در گستره ادب فارسی بر جا مانده است. او در بیشتر این آثار که رساله‌هایی کوچک و کم‌حجم هستند، همچون پدر به شرح و توضیح ابیات و آثار عبدالقادر بیدل با تمرکز بر عرفان این اندیشمند و شاعر فارسی زبان پرداخته است. با آن که برخی از این آثار چون «غزل‌های ستاره‌دار» و «سیری در نکات بیدل» او حاوی نکات و مطالب تازه‌ای در بیدل‌پژوهی هستند اما نگاه و رویکرد نویسنده تازه و امروزی نیست.
او در تحقیقاتش از کلیات بیدل چاپ بمبئی و کابل استفاده می‌کرد و از جدیدترین تصحیحات آثار بیدل بر اساس دیرینه‌ترین نسخه‌ها کمتر سود می‌برد. او در آثارش بیشتر از منظر یک مرید و معتقد به بیدل نگریسته است تا یک محقق بی‌طرف. او کمتر می‌توانست نقدی را بر اندیشه و شعر بیدل بپذیرد و این در واقع مشکل و عیب تنها عبدالعزیز مهجور نبود و نیست بلکه بیشتر حلقه‌های بیدل‌گرایی افغانستان و بیدل‌پژوهان این کشور در سده نوزدهم و بیستم با این آسیب جدی مواجه بوده‌اند.
از مهجور آثاری به چاپ رسیده است از جمله:
- داغ محرومی
- کامدی و مدن
- شرح مستزاد بیدل
- آیینه بندان حیرت بیدل
- غزل‌های ستاره‌دار
- آیینه‌بندان حیرت بیدل
- خمستان قدیم
- من و بیدل
- سیری در نکات بیدل
- بیدل و حافظ

و …

## افتخارات
در سال ۱۳۸۱ شمسی برای شرکت در نشست جهانی دربارهٔ ابوالمعانی عبدالقادر بیدل عبدالعزیز مهجور به دانشگاه اسلامی ملی در شهر دهلی هند دعوت شد. در این نشست به وی دکترای افتخاری بیدل‌شناسی اهدا شد.
همچنین در نشست بیدل که در تهران برگزار شد عبدالعزیز مهجور از سخنرانان اصلی آن همایش بود.

## درگذشت
عبدالعزیز مهجور صبح روز یکشنبه در ۲۵ سرطان/تیر ۱۳۹۶ در ۷۲ سالگی در یکی از بیمارستان‌های دهلی نو پایتخت هند درگذشت. نزدیکانش گفتند که پیکر وی به کابل منتقل شده‌است.

## در فقدان مهجور
عبدالله عبدالله، رئیس اجرایی دولت افغانستان ضمن ابراز تاسف از درگذشت مهجور به خانواده ادبیات افغانستان و بازماندگان وی تسلیت گفت. عبدالله گفت: «از مرحوم استاد مهجور ۲۴ عنوان کتاب در زمینه بیدل‌شناسی به جا مانده است.»